# Dorylomorpha shatalkini
Dorylomorpha shatalkini är en tvåvingeart som beskrevs av David Edward Albrecht 1990. Dorylomorpha shatalkini ingår i släktet Dorylomorpha och familjen ögonflugor. Inga underarter finns listade i Catalogue of Life.